# Rue Jean-Chardin
La rue de Jean Chardin est une rue piétonne dans la vieille ville de Tbilissi, la capitale de la Géorgie.

## Situation et accès
Connue pour ses galeries d’exposition et ses cafés, la rue Chardin est un centre important de la vie culturelle de Tbilissi.

## Origine du nom
Elle porte le nom du voyageur et l’écrivain français Jean Chardin qui a fait un long périple en Orient qui l’a mené notamment en Géorgie.